# Vanmixay Soulisa
Vanmixay Soulisa (ur. 29 maja 2006) – laotańska zapaśniczka walcząca w stylu wolnym. Brązowa medalistka igrzysk Azji Południowo-Wschodniej w 2023 roku.